# Une vieille maîtresse
Une vieille maîtresse è un film del 2007 diretto da Catherine Breillat e tratto dall'omonimo romanzo dello scrittore francese Jules Barbey d'Aurevilly.
Il film, interpretato da Asia Argento e Fu'ad Aït Aattou, è stato selezionato per il Festival di Cannes 2007.

## Trama
Parigi, 1835. Ryno de Marigny, prima di sposare la giovane ed innocente Hermangarde, fa un'ultima visita a La Vellini, la sua amante spagnola, per salutarla facendo l'amore. La sua liaison con La Vellini è oggetto di pettegolezzi parigini, e prima che la nonna di Hermangarde dia la sua benedizione al matrimonio, vuole sentire da Ryno tutto su questa relazione. Ryno rivela una storia tempestosa ma indica che la sua storia d'amore decennale è finita; ora è innamorato di Hermangarde. Dopo il matrimonio, gli sposi si trasferiscono in un castello in riva al mare. Sono felici e presto Hermangarde concepisce un figlio. Ma la vecchia amante riappare, e mentre Ryno cerca di tenerla fuori dalla sua vita, lei non vuole essere respinta.

## Accoglienza

### Incassi
Girato con un budget di 5,7 milioni di dollari,
il film ne ha incassati ai botteghini 1,8 milioni.

### Critica
Il film è stato ben accolto dalla critica. È apparso nella top 10 di alcuni critici dei migliori film del 2008. Stephen Holden del The New York Times lo ha nominato il quinto miglior film dell'anno, e Sheri Linden del The Hollywood Reporter lo ha nominato il nono migliore.
Rotten Tomatoes riporta che il 77% dei 94 critici ha dato al film una recensione positiva, per una valutazione media di 6,7/10. Il consenso del sito afferma che "Più complicato del tuo normale strappatore di corpetti, Une vieille maîtresse di Catherine Breillat presenta bellissimi costumi, storie d'amore lavorate e una performance selvaggia della Argento." Metacritic ha assegnato al film un punteggio di 78 su 100, basato su 25 critiche.

## Riconoscimenti
- 2007 - Festival di Cannes
- Nomination Palma d'Oro
- 2008 - Indiewire Critics' Poll
- Nomination Miglior attrice protagonista ad Asia Argento (anche per Boarding Gate e La terza madre)

## Errori
- In una scena è visibile il tatuaggio sul coccige di Asia Argento. Sebbene i tatuaggi fossero noti agli europei dell'inizio del XIX secolo, è altamente improbabile che una signora spagnola in Francia dell'epoca potesse avere un tatuaggio come quello dell'attrice.
- Mentre Ryno sta scendendo le scale dell'opera, si può vedere un murale di Edgar Degas. Solo che nell'anno di ambientazione del film, Degas era appena nato.